# درون‌لایه
در ساختمان رگ‌های خونی، درون‌لایه (انگلیسی: Tunica intima) لایه‌ای است که از یک ردیف سلول سنگفرشی ساده مشتق از مزودرم به نام آندوتلیوم و بافت همبند شل زیرین آن به نام طبقه زیر آندوتلیال تشکیل شده‌است.
آندوتلیوم بر روی تیغه پایه قرار گرفته و طبقه زیر آندوتلیال حاوی الیاف الاستیک و رتیکولر و به‌طور نادر در شریانهای الاستیک سلولهای عضلانی است.